# Crenilabium aciculatum
Espèce
Crenilabium aciculatum est une espèce  de mollusques gastéropodes marins appartenant à la famille des Acteonidae.